# Sarod
El  sarod  és un instrument musical de corda, utilitzat principalment en música clàssica indú. Juntament amb el sitar, és un dels instruments principals en la música clàssica del nord d'Índia. El sarod és conegut pel seu profund, greu i introspectiu so, en contrast amb la dolça i extremadament rica textura sonora del sitar.

## Orígens
El sarod no és un instrument antic, probablement no té més de 150 o 200 anys.
Es creu que el sarod va tenir les seves arrels a Pèrsia (Iran), ja que  sarod  significa "bell so" en idioma persa. Altres escoles sarod també consideren com la font ancestral del sarod el rubab, un instrument similar que té els seus orígens a l'Àsia Central i Afganistan. El sarod és essencialment un rebab baix. El rebab va ser modificat per Amir Khusru al segle xiii. El Dr Lalmani Misra opina en el seu Bharatiya Sangeet Vadya que el sarod és una amalgamació del veena antic del Chitra, del rebab medieval i del sursingar modern.

## Descripció de l'instrument
És un instrument de corda que pertany a la família del llaüt, amb pal de metall sense orriss. El pont es recolze sobre una membrana tensa que cobreix la caixa de ressonància. Té nombroses cordes amb diferents funcions com brunzit, vibració i execució de melodia. La posició de l'executant de sarod és assegut i similar a la d'altres instruments de música de corda com la guitarra clàssica. Les cordes són percutidas amb un plectre (pua) fet de closca de coco, banús o os. Les cordes són metàl·liques, d'acer o de bronze fosfòric.

### Variació i evolució del sarod
- El més convencional té entre 18-19 cordes. El disseny d'aquest antic model és generalment atribuït a Niyamatullah Khan així com a Ghulam Ali Khan.
- Un altre tipus de sarod és el dissenyat el 1934 per Allauddin Khan i el seu germà Ayet Ali Khan. És més gran i més llarg que el convencional i consta de 25 cordes.

## Intèrprets de sarod

### De més edat: passat i present
- Ustad Ali Akbar Khan (n. 1922)
- Ustad Aashish Khan (n. 1939)
- Ustad Amjad Ali Khan (n. 1945)
- Vasant Rai (1942-1985)
- Ustad Allaudin Khan (1880-1972)

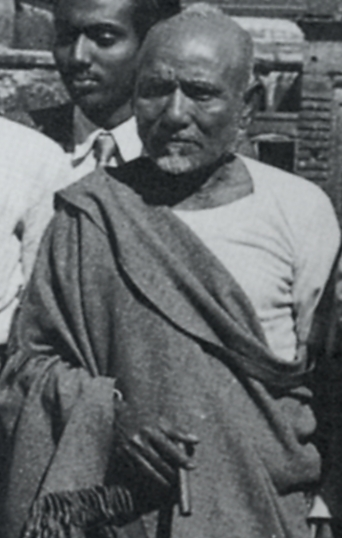
Ustad Alauddin Khan.

- Pandit Buddhadev Dasgupta (n. 1933)
- Ustad Hafiz Ali Khan (1888-1972)
- Pandit Radhika Mohan Maitre (1917-1981)
- Pt.Vikash Maharaj (1957)

### Joves
- Alam Khan (n.1982)
- Anupam Shobhakar
- Apratim Majumdar (n.1978)
- Aditya Verma (n. 1970)
- Amaan d BANGASH (n. 1977)
- Arko Sen
- Assad Qizilbaksh-Pakistan
- Amitava Majumdar
- Anirban Dasgupta (n. 1968)
- Arnab Chakrabarty (n. 1980)
- Ayaan Ali BANGASH (n. 1979)
- Basant Kabra
- Bidyut Khan
- Biswajit Roy Chowdhury (n. 1956)
- Devjyoti Bose
- Eduardo Laguillo
- Gaurang Doshi (n. 1969)
- K. Sridhar
- Kalyan Mukherjee
- Pt Mukesh Sharma
- Pt.Rajan Kulkarni
- Professor Narendranath Dhar (n. 1958)
- Partha Sarathy Chowdhury (n. 1960)
- Pradeep Barot
- Pratik Shrivastava (n. 1987)
- Prattyush Banerjee (n. 1969)
- Pushpa Dey
- Rajeeb Chakraborty (n. 1963)
- Ranajit Sengupta
- Sheker Borken
- Sumita Kundu
- Tejendra Narayan Majumdar (n. 1961)
- Vasant Sonone
- Vikash Maharaj (n. 1957)
- Wajahat Khan